# Nāḩiyat al Mazra‘ah
Nāḩiyat al Mazra‘ah (arabiska: ناحية السجن, ناحية المزرعة) är ett subdistrikt i Syrien.   Det ligger i provinsen as-Suwayda', i den sydvästra delen av landet, 80 km söder om huvudstaden Damaskus.
Omgivningarna runt Nāḩiyat al Mazra‘ah är i huvudsak ett öppet busklandskap. Runt Nāḩiyat al Mazra‘ah är det glesbefolkat, med 10 invånare per kvadratkilometer.